# ストームソーダー
ストームソーダー (STORM SWORDER) は、玩具メーカー『トミー』（現タカラトミー）より販売されている『ゾイド』シリーズのひとつ。また、その背景設定に登場する架空の兵器。

## 概要
『ゾイド』第2期シリーズ（1999～2006年）にて初登場。プテラノドン型の空戦ゾイドという特徴を持つが、媒体ごとに設定は異なる。

## 設定解説
| ストームソーダー STORM SWORDER | ストームソーダー STORM SWORDER                                                                      |
| ------------------------------ | --------------------------------------------------------------------------------------------------- |
| 番号                           | RZ-029                                                                                              |
| 所属                           | ヘリック共和国                                                                                      |
| 配備台数                       | 550機(ZAC2100年秋時点)                                                                              |
| 分類                           | テラノドン型                                                                                        |
| 全長                           | 10.1m                                                                                               |
| 全高                           | 12.9m                                                                                               |
| 重量                           | 47.0t                                                                                               |
| 最高速度                       | M3.2                                                                                                |
| 乗員人数                       | 1名                                                                                                 |
| 武装 装備                      | トップソード ウイングソード×2 2連装パルスレーザーガン×2 / アイアンクロー×2（交換式） エンジンポッド |
| 主な搭乗者                     | マミ・ブリジット少尉（ZBCG, バトルストーリー） メリッサ・スー（ZBCG） ポルタ（SAGA フューザーズ）   |

『ゾイドバトルストーリー』におけるストームソーダー
ヘリック共和国軍が西方大陸戦争期に開発したテラノドン型戦闘機ゾイド。ZAC2099～2100年における共和国は惑星Zi大異変からの復興を最優先したために、軍事費を削減する状況下にあった。そんな中、共和国情報部はジェノザウラー開発の煽りを受けて開発が見送られた、ガイロス帝国軍の戦闘機ゾイドの設計図を奪取する。その設計図を元に、共和国が独自の技術を盛り込んで完成させた機体がこのストームソーダーである。
陸軍の戦力差が早急に埋まらないことを考慮し、本機は制空権の確保を主眼として開発された。限定的ながらオーガノイドシステムをも搭載し、このためにシステムが収まりきらずに背部のエンジンポッドは外付けする方式をとった。しかしながら、それによって様々なバリエーションを生み出すことが可能となっている。新式のマグネッサーウイングやエンジンによる加速でマッハ3.2の速度を実現し、格闘能力も相まってレドラーに対しては1対5～1対10の優位性を持つ。西方大陸戦争ではその高い戦闘能力を持って制空権を確保し共和国軍を勝利に導いた立役者である。
しかし、オーガノイドシステムを搭載した事で量産性の低下を招いたため、共和国軍はストームソーダーに比べ、操縦性もより良好なレイノスの再配備を行っている。また、ネオゼネバス帝国台頭後のZAC2108年には、これまでの戦闘でRZ-045 サラマンダー共々ほとんどのストームソーダーが喪失している。
『ゾイドオリジナル』におけるストームソーダー
『ZOIDS concept art』の世界観を踏襲する『ゾイドオリジナル』におけるストームソーダーは、中央大陸戦争後期に帝国軍で開発されていたものが鹵獲され、その後連邦軍によって改修型が運用されている。詳細は#ストームソーダーFSV（フレイムスラッシュバージョン）を参照。
『HMM（ハイエンドマスターモデル）』におけるストームソーダー
こちらの設定では、帝国に従属する西方大陸の技術者から共和国に亡命して譲渡された設計図を元に開発されたゾイドとしている。また、同説明書ではレイノスやサラマンダーといった既存の共和国空戦ゾイドは、惑星Zi大異変によって発生した磁気層アレルギーによって動作不能になったものとしている。なお、オーガノイドシステムは装備したゾイドコアにマグネッサーの磁性系エネルギーを与えることでストレスフリーとする対磁気層アレルギー用技術として位置付けている。また、それに合わせて、背中と腹部のエンジンはゾイドコアに対して吸入したマグネッサーのエネルギーを与える装置を兼ねたイオンエンジンとしている。

### 武装・装備
トップソード
頭部に装備されたレーザーブレード。配置上、頭部を狙う敵機への牽制として機能する。
ウイングソード
両翼に装備されたレーザーブレード。ストームソーダーはこのウイングソードと頭部のトップソードですれ違い様に敵を切り裂く戦法を得意とする。制空戦闘のほか、陸戦ゾイドへの急降下攻撃も可能
2連装パルスレーザーガン / アイアンクロー
両翼の装備。選択式でパルスレーザーガンとアイアンクローを装着する。
エンジンポッド
背部に搭載されたバックパック。エンジンにはターボブースト機能を有している。

## キット

### トミー版
ヘリック共和国側の新世代ゾイド第一号はブレードライガーだが、旧キットパーツを流用しない共和国側完全新規機種第一号はこのストームソーダーである。
動力源は単4形乾電池二本。単純な二足歩行ギミックにより前進する。連動ギミックは、翼の羽ばたき。翼は左右それぞれが内外翼2枚のパネルで構成されており、中間部にフリーのヒンジが設けられている。当キットの羽ばたきは下がった翼端が接地するほど大きな動作だが、接地した翼端が全体を持ち上げようとする力はヒンジで吸収されるため、足元が浮き上がっての転倒は防がれている。
降着および飛行状態間の姿勢変更は手動で行う。後肢で立ち上がった降着状態から腹這いになるよう頭部を前方へ、後肢の爪を後方へ向けることで飛行状態となる。また、主翼の2連装パルスレーザーガンとアイアンクローの交換が再現されている。その他の手動ギミックは、上下顎の開閉、操縦席の昇降（口腔内・後ヒンジ）、ソードの前後動。パイロットフィギュアは、椅座姿勢のものが1体。
電池ボックス（エンジンポッド）と本体の接続部はコネクター式だが、これに対応するカスタマイズパーツは現在まで発売されていない（CP-16 ゾイドコントローラーには対応していない）。月刊コロコロミック誌2000年4月号において同年夏に改造パーツが発売するとの告知も存在したが、実現には至らなかった。
RZ-029 ストームソーダー
2000年3月30日発売。Z-POINTは20。成型色は大まかに、装甲・翼がメタリック調の灰色（薄墨色に近い）、パルスレーザーガン・四肢の爪・エンジンポッドの吸排気口がややメタリック調の黒（黒そのものに近い）、ソードがややメタリック調の黒（アイボリーブラックに近い）、目がクリアオレンジ、関節キャップが黒。装甲・翼にはややメタリック調の黒（黒そのものに近い）の部分塗装が施されている。
この時期のモデルとしては珍しく、アメリカのハズブロ社より海外版が発売されていない。その後、ハズブロ社はゾイドの取り扱いを停止し、それに伴いトミーがイギリスでのみ販売することとなった（発売時期不詳）。そのため、商品パッケージは、全体的なレイアウトこそハズブロ版ゾイドシリーズを踏襲しているが、ロゴタイプがトミーのものとなっている。こちらでの商品名は「Storm Sworder」。
2000年に刊行されたホビー系ムックでは（アニメ『ゾイド-ZOIDS-』における）アーバインがコマンドウルフから乗り換える新型ゾイドとアナウンスしていたものもある。
スペシャルエディション ストームソーダージェット / SPECIAL EDITION STORM SWORDER JET
トイズドリームプロジェクト第13弾として4000個限定販売。2005年1月27日発売。Z-POINTは24。キットは『ゾイドフューザーズ』シリーズにラインナップ。成型色は大まかに、本体が黒、武装・後肢の爪が紫（ベルフラワーに近いがやや淡い）、エンジンポッドの吸排気口が銀灰色、目がクリアレッド、関節キャップが銀灰色、パイロットフィギュアがダークグレー。後肢付け根には銀色、主翼には紫の部分塗装が施されている。シールは当キット用の新規のものだが、所属を示す国章やエンブレムの類はあしらわれていない。カラーリング以外の形状は通常のストームソーダーと同様。なお、この商品には番号が割り振られていない。余談だが、企画段階での商品名は「ジェットストーム 〜漆黒の嵐〜」であった。
ストームソーダーFSV
タカラトミーモールにおいて限定発売された。
開発インタビューによれば、メインの担当者はタカラトミーの女性スタッフが行っており、フレイムスラッシュというアイデアも同担当者の発案だとしている。

### HMMシリーズ
RZ-029 ストームソーダー
シリーズ第44弾。2017年11月発売。HMMオリジナルギミックとしてランディングギアを追加。フライングベースネオのベースが1つ付属。
RZ-029 ストームソーダー アーラバローネ仕様
2017年12月発売。コトブキヤショップ限定販売。アニメに登場したアーラバローネ仕様を成型色&一部新規金型で再現したキットであり通常版と違い2連装パルスレーザーガンとアイアンクローは交換なしで劇中同様折畳式になっている。また、翼下部にミサイルが取り付けられるようになっている。さらに塗装済みのアーラバローネ赤仮面（ともに座り・立ち状態）&アーラバローネ紫仮面（ともに座り・立ち状態）のフィギュアとフライングベースネオが1つ付属。

## 作中での活躍

### ゾイドバトルストーリー
『ゾイド公式ファンブック』（小学館）
『ゾイド公式ファンブック2』にて初登場。ZAC2100年3月の戦いは西方大陸（南エウロペ大陸）ガリル遺跡での真オーガノイド探索任務に参戦。実戦テストを兼ねて出撃したRZ-028 ブレードライガーの護衛機として、ストームソーダーと、RZ-030 ガンスナイパー二機が随伴した。ブレードライガーが遺跡へ地上から進入し接敵すると同時に、ストームソーダーが上空からガンスナイパーを投下する奇襲作戦が功を奏し、待ち伏せていたガイロス帝国軍のEZ-027 レブラプター部隊を一掃。ブレードライガーとガンスナイパーは遺跡内部への突入に成功した。しかし、すでにガイロス帝国軍のEZ-026 ジェノザウラーが、同じく真オーガノイド探索の任務を帯び先行していた。目標を確保し脱出を図るジェノザウラーが発射した荷電粒子砲を受け、哨戒飛行中のストームソーダーは右翼を破損、ジェノザウラー追跡を断念している。
また、同年4月、西方大陸（北エウロペ大陸）においては共和国軍の軍事拠点に対し、爆装を施したEZ-005 レドラー1000機が同基地攻略のために出撃。これの迎撃にストームソーダー200機が出動し、1時間の空戦の末にレドラー325機が撃墜され、407機が中破している。これに対し、ストームソーダー側は撃墜28機、中破33機という結果になり、爆装によってレドラーの機体重量が増加していたことを考慮しても一方的な敗北となった。そのまま共和国空軍は連戦連勝を続け、エウロペ東部の制空権を確保するに至る。
その後、共和国軍はガイロス帝国軍の補給線に対する爆撃を行い、同年5月には西方大陸・レッドラストにおいて徹底的な空爆が行われている。同年7月に行われた第二次全面開戦においては、ロブ基地に機体こそ格納されていたものの、嵐が吹き荒れる悪天候から飛び立てず、活躍の場は無かった。同年9月にはデストロイヤー兵団の上空支援に従事し、帝国軍の空爆を封殺した。
『ゾイド公式ファンブック3』ではZAC2101年6月にはアンダー海海戦に参戦している。

### アニメ
『ゾイド -ZOIDS-』
第29話にてアーラ・バローネの乗機が初登場。第48話からはヘリック共和国の量産機体も登場し、ハンマーヘッドの護衛を行った。
第45話にてストームソーダーステルスタイプが登場。ヒルツ一派に強奪され、アーラ・バローネ機とドッグファイトを繰り広げた。
第55話では共和国情報部のキャロル仕様が登場。アーバインが駆るライトニングサイクスと交戦した。
第58話にてブースター仕様を装備したストームソーダーが二機登場。
『ゾイド新世紀スラッシュゼロ』
第8話にてチーム・タイガースの対戦チームの乗機として登場。 第17話にはバックドラフト団が使用するストームソーダーF1とストームソーダーA1が登場。
『ゾイドフューザーズ』
第4話に登場。チーム・サベージハンマーの依頼を受けてファイヤーフェニックスを狙ったハンターの一人が使用。
第17話にてストームソーダージェットが登場。

### 漫画
『機獣新世紀ZOIDS』
第3巻にて初登場。ただし、通常機ではなく改造型の風剣と雲剣であった。風剣にはストームソーダーの開発者であるメリッサ・スー自身が搭乗している。
第4巻にてストームソーダー･ステルススペシャルが登場。ロブ・ハーマン大尉の乗機。

### ゲーム
『ZOIDS SAGA』シリーズ
シリーズを通して登場。
ストームソーダーFは、第二作『ZOIDS SAGA II』、および第四作『ZOIDS SAGA DS 〜legend of arcadia〜』に登場。
ストームソーダーFXは、第二作から登場。
『ZOIDS VS.』シリーズ
第三作『ZOIDS VS.III』にて初登場。「ストームブレード」という超必殺技が設定されている。バリエーション機体として、ストームソーダーSPを入手可能。
ちなみに、本作では爆弾やミサイルを複数装備できる。また、主翼前縁には爪（本来の設定でいうアイアンクロー）が確認できるが、これを用いた攻撃やパルスレーザーガンへの交換は再現されていない。
『ゾイドタクティクス』
通常機のほか、ストームソーダーSP、ストームソーダーEMが登場。ただし、ストームソーダーEMは敵機としてのみ出現する。
『ゾイドスクランブル』
ゾイドカード「ストームソーダー」は、通常ラインナップではスターターパックVol.1（およびブースターパックVol.1）にのみ登場。トイザらス限定で行われた「RZ-029 ストームソーダー」のキットの2005年08月再生産版 特典としても添付された。以上、ゾイドカード「ストームソーダー」の絵柄は全二種類。
その他、ゲームボーイカラー用ゲームソフト『ゾイド -ZOIDS- 邪神復活!〜ジェノブレイカー編〜』、ゲームボーイカラー用ゲームソフト『ZOIDS 〜白銀の獣機神ライガーゼロ〜』にも登場。

## バリエーション

### ストームソーダー ステルスタイプ
| ストームソーダーステルスタイプ | ストームソーダーステルスタイプ                   |
| ------------------------------ | ------------------------------------------------ |
| 分類                           | テラノドン型                                     |
| 所属                           | ヘリック共和国 ガイロス帝国 ガーディアンフォース |
| 乗員人数                       | 1名                                              |
| 主な搭乗者                     | ラルフ ミューラー                                |

アニメ『ゾイド -ZOIDS-』第45話で初登場。通称「3S（）」。ストームソーダーのステルス仕様機。機体には電磁波の反射を完全にシャットアウトする特殊な黒色塗装が施され、腹部及び背面に搭載されたエンジンポッドおよびその排気口の形状が変更されている。加えて、主翼ディティールはアーラ・バローネ仕様機と同様のものとなっている。動力機関の出力も向上している。
作中の活躍
第45話で初登場。和平の証としてヘリック共和国からガイロス帝国へ譲渡される予定の二機が、ヒルツの配下となった元ガイロス帝国軍人のラルフ少佐とミューラー中尉に奪取される。ミューラー機はバンたちの奇策でステルス能力を無効化されたところをカタパルトで射出されたブレードライガーに切り裂かれ墜落、ラルフ機もアーラ・バローネ赤仮面（ロッソ）機のカウンター攻撃を躱せず敗北した。
第65話ではウルトラザウルスに配備された機体（帝国兵が搭乗）が古代都市イヴポリスへと向かうバンを護衛するために出撃するが、レアヘルツの谷から発せられる電波の影響を受け墜落している。

### 風剣（フェンジャン）
| 風剣       | 風剣           |
| ---------- | -------------- |
| 分類       | テラノドン型   |
| 所属       | ヘリック共和国 |
| 主な搭乗者 | メリッサ・スー |

漫画『機獣新世紀ZOIDS』3巻に登場。尾部にスクリューを設置し水中での活動に対応した改造ストームソーダー。ただし、“風剣”という名称はこの改造機の総称ではなくメリッサ・スーが自分のストームソーダーに付けた名前である。

### 雲剣（ユンジャン）
| 風剣 | 風剣           |
| ---- | -------------- |
| 分類 | テラノドン型   |
| 所属 | ヘリック共和国 |

漫画『機獣新世紀ZOIDS』3巻に登場。腹部にコンテナを増設した輸送機仕様の改造ストームソーダー。

### ストームソーダー・ステルススペシャル
| ストームソーダー・ステルススペシャル | ストームソーダー・ステルススペシャル |
| ------------------------------------ | ------------------------------------ |
| 分類                                 | テラノドン型                         |
| 所属                                 | ヘリック共和国                       |
| 主な搭乗者                           | ロブ・ハーマン                       |

漫画『機獣新世紀ZOIDS』4巻に登場。通称「S4（）」。胴体にガトリング砲を格納している。ロブ・ハーマン大尉の乗機。

### ストームソーダー アーラ・バローネ仕様
| ストームソーダー アーラ・バローネ仕様 | ストームソーダー アーラ・バローネ仕様                                                           |
| ------------------------------------- | ----------------------------------------------------------------------------------------------- |
| 分類                                  | テラノドン型                                                                                    |
| 全長                                  | 10.1m                                                                                           |
| 全高                                  | 12.9m                                                                                           |
| 重量                                  | 47.0t                                                                                           |
| 最高速度                              | M3.2                                                                                            |
| 乗員人数                              | 1名                                                                                             |
| 武装 装備                             | トップソード ウイングソード×2 2連装パルスレーザーガン×2 / アイアンクロー×2 エンジンポッド       |
| 主な搭乗者                            | アーラ・バローネ（ゾイド -ZOIDS-） 赤仮面（ロッソ） 紫仮面（ヴィオーラ） ロイヤル仮面(ルドルフ) |

アニメ『ゾイド -ZOIDS-』第29話から登場。二人組のゾイド乗り、アーラ・バローネの乗機。主翼部のディティールが通常のストームソーダーと異なる。同アニメに登場するストームソーダー共通の機構として、爪部のアイアンクローを折り畳むことで2連装パルスレーザーガンを展開可能。加えて翼下にはミサイルを懸架可能としている。また、第34話ではウイングソードとトップソードを射出する機能も見せている。腹部にはゾイド一体を吊り下げ可能なワイヤーアームが格納されており、第61話で使用された。
作中の活躍
仮面の二人組「アーラ・バローネ」（ロッソとヴィオーラ）の乗機として活躍。バンとルドルフを影から守り、数々の戦果を挙げた。ガーディアンフォース編ではロッソ機にルドルフがコ・パイロットとして搭乗することもあった。
ガーディアンフォース編第45話ではアーラ・バローネとともに皇帝親衛隊に所属されていることが語られており、フィーネからの要請によりストームソーダーステルスタイプと交戦。この際、ヴィオーラ機がラルフの搭乗するストームソーダーステルスタイプに撃墜されている。
第61話ではウルトラザウルス撤退の殿軍を務めたブレードライガーとライトニングサイクスを空輸した。

### ストームソーダーF1
| ストームソーダーF1 | ストームソーダーF1 |
| ------------------ | --- |
| 所属               | バックドラフト団 |
| 分類               | テラノドン型 |
| 全長               | 10.1m |
| 重量               | 50.2t |
| 最高速度           | M3.1 |
| 乗員人数           | 1名 |
| 武装 装備          | 固定武装 バルカン砲 ウイングソード ミサイル アイアンクロー ウェポンラック U : ―(補) R : ―(攻補) L : ―(攻補) S : ―(補)     |
| 主な搭乗者         | ピアス（ゾイド新世紀スラッシュゼロ, SAGA II） ポルタ（SAGA II） フィーネ・エレシーヌ・リネ（SAGA II） ムンベイ（SAGA II） |

ストームソーダーA1と共にラオン博士が手掛けた改造機。高速性能を残しつつ、地上攻撃能力を強化した改造ストームソーダー。ストームソーダーA1と共通する外見的特徴として、頭頂部はトップソードが無く翼竜のゲオステルンベルギアを思わせる鶏冠状になっている。
初出はアニメ『ゾイド新世紀スラッシュゼロ』。ゲーム作品ではストームソーダーFと略される。
作中の活躍
『ゾイド新世紀スラッシュゼロ』第17話で登場。ストームソーダーF1一機とポルタ他二名が搭乗するストームソーダーA1三機の四機編成で、チーム・ブリッツに闇バトルを仕掛けた。ピアス機がジェミー・ヘメロスのレイノスを撃ち落としたものの、ホバーカーゴのリニアカタパルトでガンスナイパーLSのミサイルを加速するというトロス博士の奇策に敗れた。

### ストームソーダーA1
| ストームソーダーA1 | ストームソーダーA1 |
| ------------------ | ------------------ |
| 分類               | テラノドン型       |
| 所属               | バックドラフト団   |

アニメ『ゾイド新世紀スラッシュゼロ』に登場。速度を犠牲にしているが高高度からの地上攻撃を可能にした改造ストームソーダー。頭頂部はトップソードが無く、ゲオステルンベルギアを彷彿とさせる鶏冠状になっているのはストームソーダーF1と共通する外見的特徴。但し相違点として、エンジンの後部が大型化し、翼に大量のミサイル、爆弾を懸下しているのが特徴。

### ストームソーダージェット
| ストームソーダージェット STORM SWORDER JET | ストームソーダージェット STORM SWORDER JET                                                          |
| ------------------------------------------ | --------------------------------------------------------------------------------------------------- |
| 番号                                       | なし                                                                                                |
| 所属                                       | テロリスト（フューザーズ）                                                                          |
| 分類                                       | テラノドン型                                                                                        |
| 全長                                       | 10.1m                                                                                               |
| 全高                                       | 12.9m                                                                                               |
| 重量                                       | 47.0t                                                                                               |
| 最高速度                                   | M3.4                                                                                                |
| 乗員人数                                   | 1名                                                                                                 |
| 武装 装備                                  | トップソード ウィングソード×2 2連装パルスレーザーガン×2 / アイアンクロー×2（交換式） エンジンポッド |
| 主な搭乗者                                 | シン（フューザーズ）                                                                                |

漆黒のカラーリングが施されたストームソーダー。新式のマグネッサーウイング、チューンナップされたメインエンジン、エンジンポッドのターボブーストを併用することで、最高速度は通常のストームソーダーを上回るマッハ3.4に達する。
初出はアニメ『ゾイドフューザーズ』。ホエールキング「ブルー号」をハイジャックしたテロリストグループが四機編成で使用。ブルーシティ治安局のレイノスを撃墜している。

### ストームボンバー
| ストームボンバー STOM BOMBER | ストームボンバー STOM BOMBER |
| ---------------------------- | --- |
| 所属                         | ヘリック共和国 |
| 分類                         | テラノドン型 |
| 全長                         | 10.1m |
| 全高                         | 12.9m |
| 重量                         | 93.0t |
| 最高速度                     | M1.8 |
| 乗員人数                     | 1名 |
| 武装 装備                    | トップソード ウィングソード×2 ロングレンジパルスレーザーライフル エンジンポッド ハイパーキラークロー プテラスウイング（尾翼） ミサイルポッド（胸部） ミサイル（腹部） |

小学四年生2000年7月号付録の『ゾイド改造（カスタマイズ）パーフェクトブック』、書籍『ゾイド改造マニュアル』に掲載されたストームソーダーの改造例。重量増加による飛行性能低下と引き替えに対地攻撃能力を大きく向上させた爆撃機タイプ。
ジェノザウラーのロングレンジパルスレーザーライフルとハイパーキラークローをそれぞれ背部・胸部両側面に、さらに胸部前面に3連装のミサイルポッド、腹部のウェポンベイに少なくとも4発のミサイルを装備するなど、武装面が大幅に強化されている。
また、通常機では背部に搭載しているエンジンポッドを両翼の付け根に移設されており、翼長は延伸された。さらに、プテラスのウイングを2枚重ねにした大きな尾翼を持っている。
初出時の呼称は「ストームソーダー 長距離爆撃仕様」であるが、書籍においては「ストームボンバー」と表記ゆれが見られる。

### ストームソーダーアズール
『小学三年生』誌や『ゾイド改造マニュアル』に掲載されたストームソーダーの改造機。背部にストームキャノンという二連装砲を備え、主翼やボディにはストームミサイルを備える。
『小学三年生』掲載ストーリーでは海中で交戦するシンカークリムゾンとキャノンシャークの上空に待機し、キャノンシャークの攻撃を回避し飛翔するシンカークリムゾンをストームキャノンによって撃破した。『ゾイド改造マニュアル』掲載ストーリーではブレードライガーとストームソーダー配備後の優勢を受け、ブレードライガースラッシュともに前線基地へ配備される。

### ビームソーダー
『小学二年生』2000年8月号に掲載された改造ストームソーダー。エンジンポッド部にビームキャノンセットを取り付けており、機体色は赤と銀を基調としたものとなっている。
この呼称は『ゾイドカスタマイズステッカー』掲載時のもので、初出の雑誌掲載時では「ストームソーダー ビーム改造」と記述されていた。

### ストームソーダー2
電撃ホビーマガジン2001年12月号に掲載されたストームソーダーの改造機。バックパックがレーザーパルスキャノンを2門装備したマグネッサードライブとなり、脚部にカッターブレードを装備しボディのインテーク形状も改変されている。
高い飛行性能を持つとともに武装面も強化されたが、操縦性の難易度から開発が中止され、レイノスが実戦投入された。

### ストームソーダーFX
| ストームソーダーFX | ストームソーダーFX |
| ------------------ | --- |
| 所属               | ヘリック共和国 |
| 分類               | テラノドン型 |
| 全長               | 11.0m |
| 重量               | 48.5t |
| 最高速度           | M4.0 |
| 乗員人数           | 1名 |
| 武装               | ウェポンバインダー (ブラスターキャノン) (レーザーキャノン×2) (高速連射キャノン×2) (Eフィールド発生装置) (バルカン) (ミサイル) ウイングソード×2 トップソード |
| 武装(ZOIDS SAGA)   | 固定武装 長距離キャノン 4連ビーム砲 Eシールド アイアンクロー ウェポンラック U : ―(補) R : ―(攻補) L : ―(攻補) S : ―(補)                                     |
| 主な搭乗者         | ロイヤル仮面（SAGA II） 赤仮面（SAGA II） 紫仮面（SAGA II）                                                                                                 |

次世代の技術を用いて試作されたストームソーダー。速度、装甲、センサー、エネルギー供給などほぼ全ての性能が向上。外観は完全新規となっている。FXとは「フューチャーエクスプローラー(Future eXplorer)」の略。
初出はゲーム『ZOIDS SAGA II』。『電撃ホビーマガジン』誌2001年12月号に設定画が掲載された。
武装
ウエポンバインダー
ストームソーダーFXのボディ左右側面に可動アームを介して装備される。
右バインダーは長砲身の火器「ブラスターキャノン」と、左バインダーはレーザーキャノン2門および高速連射キャノン2門を装備する。左右のバインダーは通常の状態でもシールドとしての役割を担うが、装甲表面を展開するとEシールドが発生する。また、バインダー1基につきバルカン砲2門とミサイル発射口2門を備える。
トップソード
ウイングソード
機体の形状変更に伴い、より長大なものへと強化されている

### ストームソーダーSP
ストームソーダーの強化型とされる。外見的特徴として、足が赤みを、全体が黒みを帯びている。ストームソーダージェットと似たカラーリングだが、異なる仕様である。
初出はゲーム『ZOIDS VS.III』。

### ストームソーダーEM
| ストームソーダーEM | ストームソーダーEM |
| ------------------ | ------------------ |
| 分類               | テラノドン型       |
| 所属               | ガイロス帝国       |

ガイロス帝国軍仕様のストームソーダー。機体色は、本体が赤系、目が緑。
ゲーム『ゾイドタクティクス』に登場。

### ストームソーダー キャロル仕様
| ストームソーダー キャロル仕様 | ストームソーダー キャロル仕様 |
| ----------------------------- | ----------------------------- |
| 分類                          | テラノドン型                  |
| 所属                          | ヘリック共和国                |
| 主な搭乗者                    | キャロル                      |

アニメ『ゾイド -ZOIDS-』第55話に登場。共和国情報部キャロルの乗機。赤色の機体で、アーバインのライトニングサイクスと交戦したが海面に激突し大破した。

### ストームソーダー ブースター仕様
| ストームソーダー ブースター仕様 | ストームソーダー ブースター仕様           |
| ------------------------------- | ----------------------------------------- |
| 分類                            | テラノドン型                              |
| 所属                            | ガーディアンフォース                      |
| 主な搭乗者                      | アーバイン トーマ・リヒャルト・シュバルツ |

アニメ『ゾイド -ZOIDS-』第58話に登場。ストームソーダーに大気圏離脱用のブースターを取り付けた機体。本体腹部のファンや背部のエンジンポッドもショックコーンのようなパーツが取り付けられた形状へと変更されている。戦闘時はブースターは切り離される。このブースターは、第52話にて試験的にグスタフに装備された物の改良型である。
作中の活躍
アーバインとトーマが各機体に搭乗し、成層圏まで上昇してハンマーカイザーを撃墜した。しかしハンマーカイザーに搭載されていたデススティンガーの攻撃を受け墜落した。

### ストームソーダーFSV（フレイムスラッシュバージョン）
| ストームソーダーFSV STORM SWORDER FSV | ストームソーダーFSV STORM SWORDER FSV                                                                    |
| ------------------------------------- | --- |
| 所属                                  | 連邦軍                                                                                                   |
| 分類                                  | テラノドン型                                                                                             |
| 全長                                  | 10.1m |
| 全高                                  | 12.9m |
| 重量                                  | 47.0t |
| 最高速度                              | M3.2 M3.8(フレイムスラッシュ発動時)                                                                      |
| 乗員人数                              | 1名 |
| 武装 装備                             | トップソード ウイングソード×2 2連装パルスレーザーガン×2 / アイアンクロー×2（交換式） エンジンポッド      |
| 主な搭乗者                            | レッド・ペイジ(FSV-00R) グラム・ボラン(FSV-01) グレイス・ジェファーソン(FSV-02) スミス・タイラー(FSV-03) |

『ゾイドオリジナル』に登場。ストームソーダーFSVとも呼称される。中央大陸戦争後期、帝国軍から鹵獲した機体を連邦軍がドッグファイトに特化した改修を加えた機体で、赤いカラーリングと羽根部が超硬度クリスタルへと交換されているのが特徴。
この羽根は機体がトップスピードに達する際透過性が増し、摩擦と高い機動性に耐えうる特性を持つ。この状態は「フレイムスラッシュ」と呼ばれ、ウイングソードとの併用で敵を攻撃できるだけでなく、複数機の連携で機体ごと突撃すれば軍事基地一つを破壊することも可能な威力を持つ。
高い空中戦能力を持つものの、クリスタル素材の希少性と操縦性のクセの強さから実戦投入数はわずか4機のみとなっている。